# صحراء الرمل الصغرى

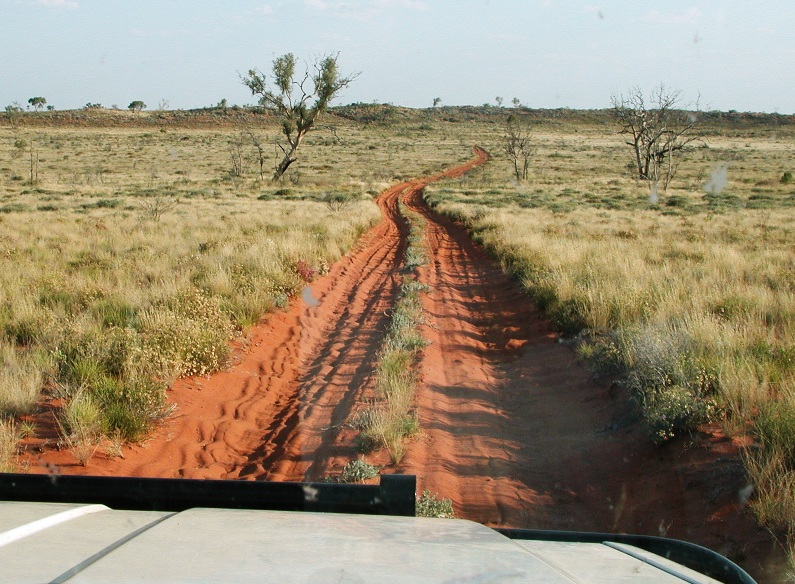

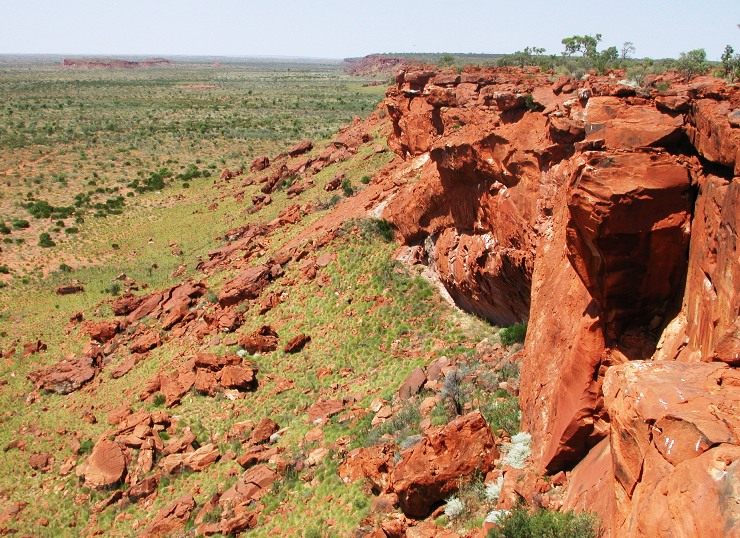

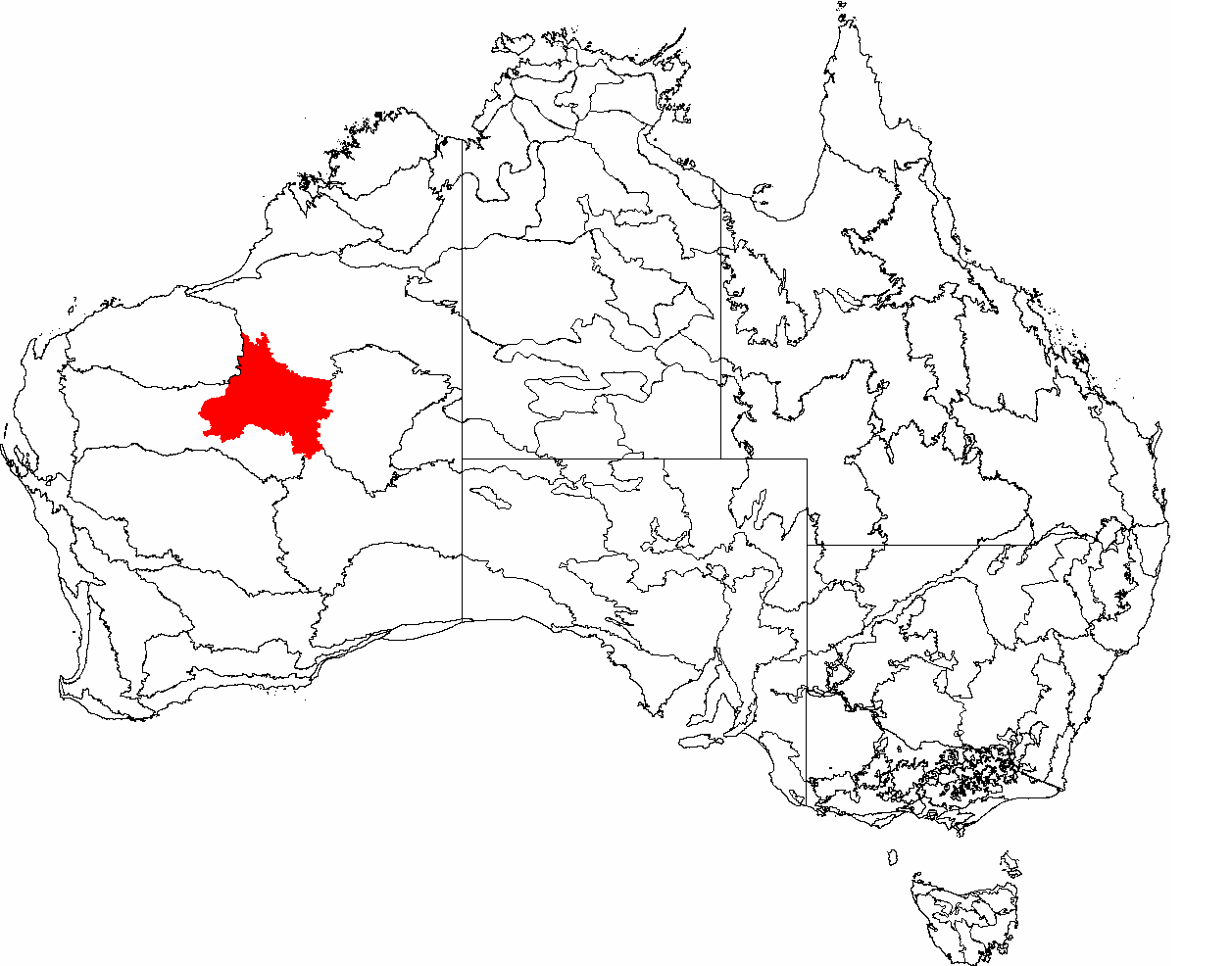
صحراء الرمل الصغرى بالون الأحمر

صحراء الرمل الصغرى (بالإنجليزية:Little Sandy Desert is ) هي الصحراء الواقعة غرب أستراليا جنوب صحراء ساندي الكبرى، وإلى الغرب من صحراء جيبسون، وهي مشابهه للصحراء الرملية الكبرى، إلا أنها أصغر حجما منها بكثير، أما التضاريس والحيوانات والنباتات المتواجده في صحراء الرمل الصغرى فهي تشبه صحراء ساندي الكبرى .